# Emblyna completa
Emblyna completa är en spindelart som först beskrevs av Chamberlin och Willis J. Gertsch 1929.  Emblyna completa ingår i släktet Emblyna och familjen kardarspindlar. Inga underarter finns listade i Catalogue of Life.